# Wechseltaler

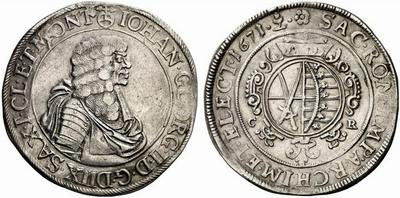
Wechseltaler von 1671, Mmz. C–R und Eichel, Münzmeister Constantin Rothe, Münzstätte Dresden

Der Wechseltaler (alte Schreibweisen Wechsel-Thaler und Wechselthaler) wurde 1670 und 1671 im Kurfürstentum Sachsen unter Kurfürst Johann Georg II. (1656–1680) im Wechsel- oder Burgundischen Talerfuß (861/1000 fein) ausgebracht. Der Taler und seine Teilstücke waren als Wechselgeld zur Begünstigung des Leipziger Handels mit Hamburg und den Niederlanden gedacht. Die ersten Gepräge von 1670 tragen deshalb die Aufschrift WECHSELTHALER auf der Rückseite. Der Wechseltalerfuß war in Kursachsen nur 1670 und 1671 gültig.

## Münzgeschichte
Während der Messen kamen die Taler der niederländischen Provinzen, die nach dem Burgundischen Fuß geprägt waren, auf dem Handelsweg nach Leipzig. Diese Münzen waren zwar besser als die kursächsischen, die der Landeswährung entsprechend im Zinnaischen Fuß ausgeprägt waren, jedoch geringhaltiger als die nach dem Reichsfuß gemünzten Speciesreichstaler. Dennoch wurden sie gleichwertig mit kursächsischen Speciesreichstalern verrechnet.

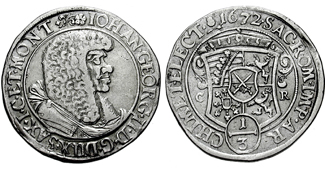
⅓ Kuranttaler 1672. Der Dritteltaler Zinnaischer Währung hatte einen Nennwert von 8 Groschen, galt in Hamburg aber nur 7 Groschen

Die Dritteltaler wurden dagegen abgewertet. Sie hatten nach dem Vertrag von Zinna einen Nennwert von 8 Groschen, wurden aber in Hamburg nur für 7 Groschen genommen.
Kursächsische Speciesreichstaler, Kuranttaler (eine Rechnungsmünze nach dem Vertrag von Zinna), und im Burgundischen Fuß ausgebrachte Talerstücke hatten folgende Wertunterschiede:
- Bewertung des Speciesreichstalers in Zinnaische Währung:[8]
  - 1 Speciesreichstaler = 1⅙ Kuranttaler = 28 Groschen, Ausprägung zu 9 Stück auf die Mark Feinsilber, Feingewicht = 25,98 g
- Wert des Kuranttalers (Rechnungsmünze):[9]
  - 1 Kuranttaler = 24 Groschen, bewertet zu 10½ Stück auf die Mark Feinsilber, Feingewicht = 22,27 g (Ausgeprägte Nominale waren ⅔-, ⅓-, ⅙ Taler, Groschen, Dreier und Pfennige.)
- Wert des im Burgundischen Fuß geprägten Talers:[10]
  - Taler ausgeprägt zu 9,67 Stück auf die Mark Feinsilber, Feingewicht = 24,19 g

Die Taler der niederländischen Provinzen galten in Zinnaischer Währung 26 Groschen, die Speciesreichstaler wie o. g. 28 Groschen. Da die nach dem Burgundischen Fuß geprägten Taler als vollwertige Reichstaler angenommen wurden, kam es zu Protesten der Leipziger Kaufmannschaft, die von den kursächsischen Landständen unterstützt wurden. Sie schlugen dem Kurfürsten vor, dass er selbst nach dem Burgundischen Fuß prägen lassen möge.

„Dieses ist der Ursprung und die Absicht eines durch Aufprägung des Ausdrucks: Wechselthaler, […] hierdurch von andern Thalern sich merkwürdig auszeichnenden Geldgepräges, welches Münzforschern zeithero sehr räthselhaft geschienen hat, […]. g) Johann Jacob Vogel […] merket S. 750 an: Daß die Wechselthaler im Jahre 1670 (zuerst) gemünzet würden, daß solche den Burgundischen Thalern im Werthe gleich stünden, und daß solche für Wechselgeld angenommen würden [Ende der Anmerkung]. Unmittelbar nach geschlossenen Landtage im Monat Merz 1670 ward mit dessen Ausprägung der Anfang bereits gemachet.“

Mit Dekret von 3. März 1670 wurde der Wechseltalerfuß, der dem Burgundischen Fuß entsprach, im Kurfürstentum Sachsen eingeführt. Danach geprägt wurde nur in den Jahren 1670 und 1671. Den Nachweis dafür erbrachten Abrechnungen aus der Dresdner Münze.
Obwohl die Wechseltaler etwas geringer im Feingehalt als die Speciesreichstaler ausgebracht sind, tragen sie auf der Vorderseite in der Umschrift über dem Kopf des Herrschers einen kleinen Reichsapfel, das Erkennungszeichen auf sächsischen Münzen, die im Reichsfuß geprägt sind. Der Grund dafür war wahrscheinlich, dass sie als Ersatz für die kursächsischen Speciesreichstaler gedacht waren. Da die Wechseltaler nur wenig geringhaltiger als die Speciesreichstaler ausgebracht waren, wurden sie auch zur Ausbeutezahlung verwendet.
Mit Dekret vom 22. September 1671 beendete Kurfürst Johann Georg II. die Münzprägung im Wechseltalerfuß und führte den Zinnaischen Fuß wieder ein. Die nach dem Burgundischen Fuß gemünzten holländischen, belgischen, französischen und Schweizer Taler, die der Anlass für die Prägung der Wechseltaler in Kursachsen waren, liefen noch um 1700 im Hinterland der Nordsee um und waren der Grund dafür, dass die niedersächsischen Stände 1695 in Hamburg beschlossen, selbst nach dem Burgundischen Fuß Handelsmünzen, sogenannte Bankotaler zu prägen.

## Münzbeschreibung
Die Wechseltaler wurden als ganze, halbe und viertel Taler mit nahezu gleichem Münzbild in der Dresdner Münze geschlagen. Ein Teil der 1671 geprägten Talerstücke weist geringe Änderungen im Brustbild und der Wappenform auf. Es sind aber auch doppelte dreifache und vierfache Wechseltaler bekannt, die äußerst selten sind. Die Aufschrift WECHSELTHALER auf der Rückseite wurde nur in den beiden ersten Quartalen des Jahres 1670 verwendet. Der überwiegende Anteil der Taler wurde ohne diese Aufschrift mit gleichem Münzbild geprägt.
Die Vorderseite trägt das geharnischte Brustbild Johann Georg II. und einen Teil seiner Titelumschrift. Über dem Kopf des Herrschers befindet sich der Reichsapfel. Die Rückseite zeigt das vereinfachte sächsische Wappen unter dem Kurhut und die Fortsetzung der Titelumschrift, die Jahreszahl und das Münzmeisterzeichen Eichel, sowie die Initialen C – R des Dresdner Münzmeisters Constantin Rothe.
Die Stempel der ersten Taler wurden augenscheinlich noch von Johann Caspar Höckner geschnitten. Die nachfolgenden Stempel sind wahrscheinlich bereits von Ernst Caspar Dürr angefertigt worden, der Ende des Jahres 1670 dem Münzeisenschneider Höckner als Adjunkt beigegeben wurde.

### Umschrift
IOHAN(nes). GEORG(ius). II. D(ei). G(ratia). DUX. SAX(oniae). I(uliaci). CL(iviae). ET. MONT(ium). // SAC(ri). ROM(ani). IMP(erii). ARCHIM(arschallus). ET. ELECT(or).
Johann Georg II., von Gottes Gnaden Herzog von Sachsen, Jülich, Cleve und Berg, des Heiligen Römischen Reiches Erzmarschall und Kurfürst.

### Ausprägung im Wechseltalerfuß
Tabelle nach Arnold/Schwinkowski
| Nominal        | Stück/Gemischte Mark | g/Gemischte Mark | Stück/Mark Feinsilber | g/Mark Feinsilber | Feingehalt (Lot, Grän = 0/00) |
| -------------- | -------------------- | ---------------- | --------------------- | ----------------- | ----------------------------- |
| Wechseltaler   | 8,33                 | 28,06            | 9,67                  | 24,19             | 13 Lot, 14 Grän = 861,11 ‰    |
| ½ Wechseltaler | 16,67                | 14,03            | 19,33                 | 12,1              | 13 Lot, 14 Grän = 861,11 ‰    |
| ¼ Wechseltaler | 33,33                | 7,02             | 38,67                 | 6,05              | 13 Lot, 14 Grän = 861,11 ‰    |